# 2016年遂昌苏村山体滑坡
2016年遂昌苏村山体滑坡是指2016年9月28日傍晚，受台风鲇鱼影响，发生在浙江省丽水市遂昌县北界镇苏村的山体滑坡灾害。截至10月1日上午8时统计，灾害已造成8人遇难，仍有19人失联。